# Heinz Benker
Heinz Benker (* 13. März 1921 in Landshut, Bayern; † 2. Juni 2000 in München) war ein deutscher Komponist und Musiker.

## Leben und Wirken
Ab dem 7. Lebensjahr erhielt er Unterricht in Geige, mit 9 Jahren entdeckte er die Konzertflöte für sich. Im Alter von 10 Jahren begann er mit dem Klavier- und Orgelspiel, darauf folgten Violoncello und Kontrabass. Die ersten Kompositionsversuche gelangen dem Zwölfjährigen bei Domkapellmeister Franz Geisenhofer.
Nach dem Abitur 1940 in Freising begab er sich in den Arbeitsdienst am Rhein, danach in den Kriegsdienst im Afrikakorps (1941–43) und geriet in Kriegsgefangenschaft in Afrika und Amerika (Aufbau und Leitung eines Männerchors, des Gefangenen-Symphonieorchesters Louisiana und einer Jazzband).
Nach seiner Rückkehr im August 1945 nach Deutschland begann er sein Studium an der Kirchenmusikschule in Regensburg (1947/48) und schloss an der Hochschule für Musik in München 1948–51 Studien der Schulmusik und Komposition bei Wolfgang Jacobi an. Im Oktober 1951 heiratete er die Schriftstellerin Gertrud Benker. Mit ihr hat er zwei Töchter. 

Von 1952 bis 1964 wirkte Heinz Benker als Schulmusiker in Regensburg und später als Seminarleiter für Musik in München. Er war Ehrenvorsitzender des Verbandes Bayerischer Schulmusiker, Gründungs- und Präsidiumsmitglied bis 1991 im Bayerischen Musikrat.
Beerdigt in Landshut.

## Werke
Sein Werkverzeichnis umfasst (ca. 250) geistliche und weltliche Chorwerke, Orchesterwerke und Konzerte, Kammermusik, Bläsermusik, Orgel- u. Klavierwerke, Lieder und Bühnenmusiken. Auch
einige Zupfmusik-Werke wurden von Benker geschaffen. Der musikalische Nachlass befindet sich im Deutschen Komponistenarchiv im Europäischen Zentrum der Künste Hellerau.

## Auszeichnungen
- 1964 Kulturpreis Ostbayern
- 1980 Förderpreis des Komponistenwettbewerbs des Landesverbandes Deutscher Liebhaberorchester
- 1983 Kompositionspreis des Landkreises Uelzen
- 1983 Bundesverdienstkreuz am Bande
- 1985 Kompositionspreis des Schwäbisch-Bayerischen Musikbundes